# Vicele (film din 2018)
Vicele este un film american din 2018 în genul biografie comedie dramatică, scris și regizat de Adam McKay. Rolul principal, cel al fostul vicepreședinte american Dick Cheney, este jucat de Christian Bale, iar în rolurile secundare apar Amy Adams, Steve Carell, Sam Rockwell, Justin Kirk, Tyler Perry, Alison Pill, Lily Rabe și Jesse Plemons. Filmul urmărește cariera lui Cheney pe drumul său spre a devenit cel mai puternic vicepreședinte din istoria americană. Este cel de-al doilea film care prezintă președinția lui George W. Bush, după filmul W. realizat de Oliver Stone în 2008.
Vicele a fost lansat în Statele Unite în 25 decembrie 2018, de Annapurna Pictures, și a încasat 76 de milioane de dolari în întreaga lume. Filmul a avut  critici contradictorii, întrucât unii au apreciat filmul drept „o mușcătură inteligentă”, în timp ce alții au spus că a fost „o prezentare stângace a urii politice”, scenariul și regia lui McKay având atât „critici înfiorătoare, cât și laude de sărbătorire”. În ciuda recepției polarizate pentru filmul în sine, jocul actoricesc, în special cele ale lui Bale și Adams, au primit laude unanime.

## Prezentare
Vicele este povestit de Kurt, un veteran fictiv al războaielor din Afganistan și Irak. Filmul începe cu Dick Cheney și alți oficiali ai Casei Albe care răspund atentatelor din 11 septembrie 2001. Filmul revine apoi în Wyoming în 1963, unde Cheney își găsește un loc de muncă drept telefonist de linie, după ce alcoolismul l-a determinat să renunțe la Universitatea Yale. După ce Cheney este oprit de un polițist rutier pentru conducere în stare de ebrietate, soția sa Lynne Cheney îl convinge să-și clarifice obiectivele pe care și le dorește de la viață.
Filmul revine apoi în 1969, când Cheney își găsește un loc de muncă în calitate de intern al Casei Albe în timpul administrației Nixon. Lucrând sub îndrumarea consilierului economic al lui Nixon, Donald Rumsfeld, Cheney devine un om politic priceput, în timp ce jonglează cu angajamentele față de soția și fiicele lor, Liz și Mary. Cheney îl aude pe Henry Kissinger discutând despre bombardamentul secret asupra Cambodgiei cu președintele Richard Nixon, Cheney descoperind astfel adevărata putere a ramurii executive. Atitudinea abrazivă a lui Rumsfeld îi determină pe el și pe Cheney să fie distanțați de administrația Nixon, lucru care funcționează în favoarea ambilor; după demisia lui Nixon, Cheney devine   Șeful de cabinet al Casei Albe pentru președintele Gerald Ford, în timp ce Rumsfeld devine secretarul de stat al apărării. Ulterior, mass-media a numit modificările bruște din guvern ca masacrul de Halloween. În timpul mandatului său, un tânăr Antonin Scalia îi prezintă lui Cheney teoria executivă unitară.
După ce Ford este învins în alegeri, Cheney va candida pentru a reprezenta statul Wyoming. După ce a rostit un discurs de campanie incomod și necarismatic, Cheney suferă primul său atac de cord. În timpul recuperării, Lynne face campanii în numele soțului ei, ajutându-l să câștige un loc în Camera Reprezentanților din SUA. În timpul administrației Reagan, Cheney a sprijinit o serie de politici conservatoare, în favoarea afacerilor, care favorizează industriile combustibililor fosili. El a susținut, de asemenea, abolirea doctrinei de echitate a FCC, care a dus la apariția Fox News, a unor emisiuni de radio conservatoare și la creșterea nivelul de polarizare a partidelor în Statele Unite. Cheney a fost secretar al apărării sub președintele George H. W. Bush în timpul războiului din Golf. În afara politicii, Cheney și Lynne ajung să accepte că fiica lor mai mică, Mary, este lesbiană. Deși Cheney începe să își dorească să candideze la funcția de președinte, decide să se retragă din viața publică pentru a o scuti pe Mary de controlul mediatic.
În timpul președinției lui Bill Clinton, Cheney devine directorul general al Halliburton, în timp ce soția sa crește câini rasa golden retriever și scrie cărți. Un epilog fals susține că Cheney a trăit tot restul vieții sănătos și fericit în sectorul privat și pe ecran începe să se desfășoare genericul de final, dar acesta se termină brusc pe măsură ce filmul continuă.
Cheney este invitat să devină partener al lui George W. Bush în timpul alegerilor prezidențiale din 2000 din Statele Unite. Recunoscând că tânărul Bush este mai interesat în a-i face plăcere tatălui său decât să obțină puterea pentru el însuși, Cheney este de acord să îi devină vicepreședinte cu condiția ca Bush să îi delege responsabilități executive „banale”, cum ar fi cele legate de energie, armată și politică externă. În calitate de vicepreședinte, Cheney lucrează cu secretarul apărării Rumsfeld, avocații David Addington, Mary Matalin și șeful de cabinet, Scooter Libby, pentru a exercita controlul asupra deciziilor cheie de politică externă și de apărare la Washington.
Filmul revine la atentatele din 11 septembrie, în timp ce Cheney și Rumsfeld manevrează să inițieze și apoi să conducă invaziile americane din Afganistan și Irak, soldate cu uciderea a sute de mii de civili și torturarea prizonierilor. Pe măsură ce războiul împotriva terorismului se dezvoltă, Cheney continuă să lupte cu atacuri de cord persistente. Filmul acoperă, de asemenea, diverse evenimente ale vicepreședinției sale: susținerea sa asupra teoriei executive unitare, afacerea Plame, împușcarea accidentală a lui Harry Whittington și tensiunile dintre surorile Cheney în privința căsătoriei între persoane de același sex. Acțiunile lui Cheney duc la sute de mii de morți și la apariția Statului Islamic Irak, ceea ce a determinat ca acesta să primească o susținere din ce în ce mai scăzută spre sfârșitul administrației Bush.
În timp ce povestea continuă cu momentul când Cheney își ia rămas bun de la familie fiind pe patul de moarte, după o altă spitalizare, Kurt este ucis într-un accident de motocicletă în timp ce făcea jogging. În martie 2012, inima lui sănătoasă este transplantată lui Cheney. Câteva luni mai târziu, Cheney îi spune fiicei sale Liz, că e în regulă să se opună căsătoriei între persoane de același sex atunci când candidează pentru un loc în senat în Wyoming, Mary fiind astfel foarte supărată. Ulterior, Liz câștigă alegerile pentru fostul post din Congres al tatălui său. La sfârșitul filmului, un Cheney iritat sparge al patrulea perete și oferă un monolog publicului, precizând că nu regretă nimic din ceea ce a făcut în cariera sa.

## Distribuția

### Personaje principale
- Christian Bale în rolul Dick Cheney
  - Alex MacNicoll și Aidan Gail în rolul Dick Cheney tânăr
- Amy Adams în rolul Lynne Vincent Cheney
  - Cailee Spaeny în rolul Lynne tânără
- Steve Carell în rolul Donald Rumsfeld
- Sam Rockwell în rolul George W. Bush
- Tyler Perry în rolul Colin Powell
- Alison Pill în rolul Mary Cheney
  - Colyse Harger în rolul Mary Cheney tânără
- Lily Rabe în rolul Liz Cheney
  - Violet Hicks în rolul Liz Cheney tânără
- Jesse Plemons în rolul Kurt, povestitorul

### Personaje secundare
- Justin Kirk în rolul Scooter Libby
- LisaGay Hamilton în rolul Condoleezza Rice
- Eddie Marsan în rolul Paul Wolfowitz
- Bill Camp în rolul Gerald Ford
- Don McManus în rolul David Addington
- Shea Whigham în rolul Wayne Vincent
- Stephen Adly Guirgis în rolul George Tenet
- Josh Latzer în rolul unui agent al Secret Service
- Vishesh Chachra în rolul agentului Robert din Secret Service
- Jeff Bosley în rolul unui agent al Secret Service
- Camille Harman în rolul Mary Matalin
- Jillian Armenante în rolul Karen Hughes
- Matthew Jacobs în rolul Antonin Scalia
  - Sam Massaro în rolul Scalia tânăr
- Robert Hughes în rolul Warren E. Burger
- Paul Perri în rolul Trent Lott
- Brandon Sklenar în rolul Bobby Prentace
- Fay Masterson în rolul Edna Vincent
- Kyle More în rolul Roger Ailes
- Kirk Bovill în rolul Henry Kissinger
- Melissa K. Marks în rolul Heather Poe
- Chris Dougherty în rolul Philip Perry
- John Hillner în rolul George H. W. Bush
- Michael Reilly Burke în rolul David Gribbin
- William Goldman în rolul Dennis Hastert
- Tony Forsmark în rolul Grover Norquist
- Adam Bartley în rolul Frank Luntz
- Kevin J. Flood în rolul Richard A. Clarke
- Paul Yoo în rolul John Yoo
- Brandon Firla în rolul Jay Bybee
- Matt Champagne în rolul Douglas J. Feith
- Joseph Beck în rolul Karl Rove
- Tony Graham în rolul Abu Musab al-Zarqawi
- Alex Kingi în rolul Osama bin Laden
- David Fabrizio în rolul Lawrence Wilkerson
- Mark Bramhall în rolul Harry Whittington
- James Hornbeck în rolul Patrick Leahy
- Alfred Molina în rolul unui chelner
- Naomi Watts în rolul unui prezentator de știri

## Legături externe
- Vice la Internet Movie Database
- Vice la Rotten Tomatoes
- Vicele (film din 2018) la CineMagia